# Jardim Mutinga

O Jardim Mutinga é um bairro localizado na região norte do município de Osasco, no Estado de São Paulo. Ele delimita ao norte com o bairro Vila Menck e ao leste com o D'avila  e o município de São Paulo; ao sul com o bairro Ayrosa; a oeste com o bairro do Rochdale. Os seus loteamentos são: Jardim Mutinga; Vila Ayrosa; Vila Nova Europa; Jardim Nosso Recanto.

## Formação
De acordo com informações de historiadores publicadas no site da prefeitura de Osasco, a origem do nome do bairro vem de um sítio chamado Mutinga, cuja extensão ia do antigo traçado da Estrada dos Remédios à Estrada Velha para Parnaíba – atualmente Avenida João Ventura dos Santos.
O sítio Mutinga era um dos maiores de Osasco, no século XIX, com dimensão de 180 alqueires de terra indo até a cidade de Barueri, onde hoje há um bairro com o mesmo nome. É por esse motivo, que temos dois bairros de cidades vizinhas chamados Mutinga.
Devido a sua grande dimensão, dizia-se que a cavalo, entre um extremo e outro do sítio, o cavaleiro precisava andar um dia inteiro para conhecer do começo ao fim.

## Principais vias
- Avenida Presidente Médici
- Avenida das Esmeraldas
- Avenida Ônix
- Avenida Luiz Rink[2]

## Educação
- Creche Professora Joaquina França Garcia
- EMEI Professor José Flávio de Freitas
- EMEF Irmã Tecla Merlo
- EE Professor Alcyr Oliveira Porciúncula
- EE Vila Ayrosa II (atual EE Antonio Carlos da Trindade)[2]

## Saúde
- UBS III Octacílio Firmino Lopes[2]

## Dados da segurança pública do bairro
| Ocorrências de 2004           | Números | Porcentagem % |
| ----------------------------- | ------- | ------------- |
| Homicídio doloso              | 4       | 1,79          |
| Tentativa de homicídio doloso | 8       | 3,59          |
| Corrupção de menores          | 1       | 0,45          |
| Tráfico de entorpecentes      | 2       | 0,90          |
| Furto                         | 73      | 32,74         |
| Roubo                         | 78      | 34,98         |
| Roubo de veículos             | 13      | 5,83          |
| Furto de veículos             | 44      | 19,73         |
| Total Ocorrências             | 223     | 100,0         |

Fonte - Secretaria de Gestão Estratégica – Pesquisa - 2005